# Belgische Badmintonmeisterschaft 1972
Die Belgische Badmintonmeisterschaft 1972  fand im Februar 1972 in Brüssel statt.

## Finalergebnisse
| Disziplin    | Sieger                         | Finalist                    | Ergebnis          |
| ------------ | ------------------------------ | --------------------------- | ----------------- |
| Herreneinzel | Herman Moens                   | Daniel Gosset               | 15-1, 9-15, 15-11 |
| Dameneinzel  | Gerda Cairns                   | Anne Devillers              | 11-0, 11-2        |
| Herrendoppel | Roger Vanmeerbeek Herman Moens | Michel Gosset Daniel Gosset | 15-7, 15-11       |
| Damendoppel  | Anne Devillers P. Remy         | Gerda Cairns M. Baudin      | 15-6, 15-9        |
| Mixed        | Herman Moens Gerda Cairns      | Roger Vanmeerbeek M. Baudin | 13-15, 15-3, 15-9 |